# Lộ Huệ Nam
Lộ Huệ Nam (tiếng Trung: 路惠男; 412 – 24 tháng 2, năm 466), thụy hiệu Chiêu thái hậu (昭太后), hay còn gọi là Sùng Hiến thái hậu (崇憲太后), là phi tần của Lưu Tống Văn Đế và là hoàng thái hậu dưới triều Lưu Tống Hiếu Vũ Đế trong lịch sử Trung Quốc.

## Tiểu sử
Lộ Huệ Nam xuất thân thấp kém. Cha chỉ là người hầu của gia tộc quyền lực họ Vương (hậu duệ của tể tướng Vương Đạo nhà Tấn). Anh em là Lộ Khánh Chi (路慶之) cũng là người hầu của họ Vương. Bà lớn lên tại thành Kiến Khang.
Được chọn làm phi tần của Lưu Nghĩa Long nhờ nhan sắc, Lộ Huệ Nam được phong làm Thục viện (淑媛), địa vị cao thứ năm trong hậu cung lúc bấy giờ. Lộ thục viện hạ sinh một con trai là Vũ Lăng vương Lưu Tuấn. Lộ thục viện không phải là phi tần được Văn Đế sủng ái, và Lưu Tuấn cũng không được phụ hoàng quá yêu mến. Do mẹ không được phụ hoàng sủng ái, nên hai mẫu tử phần lớn ở ngoài cung tại các châu quận được phong thay vì ở trong hoàng cung tại kinh thành Kiến Khang.
Bà cũng nhận nuôi Hoài Dương vương Lưu Úc, con trai của mĩ nhân Thẩm Dung Cơ (沈容姬) đã qua đời sớm.

## Hoàng thái hậu
Năm 453, Thái tử Lưu Thiệu giết hại vua cha Lưu Tống Văn Đế để chiếm ngôi. Vũ Lăng vương Lưu Tuấn khởi binh từ Giang Châu (江州, nay là Giang Tây và Phúc Kiến) tiến đến Kiến Khang để thảo phạt Thiệu. Lộ thục viện vẫn ở lại thủ phủ Giang Châu là 
Tầm Dương (尋陽, nay thuộc Cửu Giang, Giang Tây) mà không theo con trai khởi binh. Kết quả, Tuấn đã chiến thắng và giết được Lưu Thiệu, lên ngôi và trở thành Lưu Tống Hiếu Vũ Đế. Hiếu Vũ Đế chào đón mẹ và vương phi Vương Hiến Nguyên (王憲嫄) đến kinh thành, phong cho mẹ Lộ thục viện là thái hậu và phong vương phi là hoàng hậu. Hiếu Vũ Đế cũng lập con trai cả Lưu Tử Nghiệp làm thái tử.
Sử chép rằng Hiếu Vũ Đế có thiên tính háo sắc, không kiêng kỵ thân thuộc trong việc lâm hạnh, bị nghi ngờ loạn luân với mẫu hậu Lộ Huệ Nam, lưu truyền hậu thế. Sách "Nam Sử - Tống Thư" có chép, vào thời Tống Hiếu Vũ Đế thời Nam Triều, "Lộ thái hậu ở Điện Hiển Dương, hoàng thượng thường vào ở tại phòng ngủ của thái hậu, vì thế trong dân gian thường đồn đoán chuyện không hay…". Câu chuyện trên không có chứng cứ xác thực, một số sử gia như Ngụy Thâu (viết bộ sử Ngụy thư) cho là đúng, nhưng một số sử gia khác thì bác bỏ. Chuyện dân gian kể lại như sau:
Sau khi tiêu diệt Lưu Thiệu, Lưu Tuấn lên ngôi hoàng đế, tôn Lộ Huệ Nam làm hoàng thái hậu, lập phi tử là Vương thị lên làm hoàng hậu.
Trong suốt thời gian thảo phạt quân phản loạn, Lưu Tuấn phải rời xa mẹ mình. Mặc dù đã trở thành một vị tướng cầm quân nhưng cho tới lúc đó, Lưu Tuấn chưa bao giờ phải rời xa mẹ mình lâu như vậy. Vì thế, ngay sau khi lên ngôi hoàng đế, Lưu Tuấn đã nhanh chóng để đoàn tụ cùng Lộ Huệ Nam, cùng mẹ mình hưởng thụ cuộc sống vinh hoa, phú quý. Lưu Tuấn quyết định tổ chức buổi lễ sắc phong thật hoành tráng để đề bù cho những năm tháng hai mẹ con phải chịu cảnh sống buồn tẻ ở Vũ Lăng.
Sau khi buổi lễ sắc phong kết thúc là bắt đầu tổ chức yến tiệc ăn mừng. Trên bàn tiệc trong hậu cung, các hoàng thân, quốc thích, các vương công, đại thần luân phiên nhau chúc rượu Lộ thái hậu. Từ khi rời khỏi hoàng cung tới Vũ Lăng, Lộ Huệ Nam có nằm mơ cũng không bao giờ nghĩ được rằng con trai của mình lại có ngày lên làm hoàng đế còn bản thân thì được lên ngôi thái hậu. Lộ Huệ Nam cảm thấy mọi thứ đang diễn ra giống như một giấc mộng. Trong tâm trạng lâng lâng vì sung sướng, Lộ thái hậu dường như quên mất việc từ chối, cứ có người đến chúc rượu là cạn ly. Vì thế, chẳng mấy chốc, Lộ thái hậu bắt đầu chuếnh choáng say. Cảm thấy khó có thể uống tiếp, Lộ thái hậu vội sai cung nữ dìu về cung. Vừa về đến điện Hiển Dương, cởi bỏ quần áo là ngủ ngay.
Trong ngày hôm đó, Lưu Tuấn cũng uống không ít rượu. Một lúc sau, không nhìn thấy Lộ thái hậu đâu, Lưu Tuấn mới hỏi thái giám thì được được bẩm báo thái hậu say rượu nên đã về cung ngủ trước. Lưu Tuấn nghe nói mẹ mình đã về cung ngủ, trong lúc hơi men chuếnh choáng, đã nghĩ tới việc ngày xưa dù đã lớn nhưng vẫn nằm ngủ cùng mẹ. Vì vậy, chẳng biết ma xui quỷ khiến thế nào, Lưu Tuấn mang theo hai thái giám đi về phía điện Hiển Dương. Tới nơi, thấy Lộ thái hậu đã ngủ say, Lưu Tuấn lệnh cho hai thái giám trở về cung rồi tự cởi bỏ quần áo trèo lên giường nằm ngủ. Trong cơn say rượu, Lưu Tuấn đã không biết rằng mình đã phạm phải tội loạn luân với chính mẹ của mình.
Sáng hôm sau, khi tỉnh dậy vào gặp thái hậu, Lưu Tuấn thấy sắc mặt Lộ thái hậu vẫn bình thường thì mới bắt đầu yên tâm trở về cung. Người ta nói "ngựa quen đường cũ" chẳng sai chút nào. Lưu Tuấn biết rằng mình đã làm nên chuyện tày đình nhưng không chịu dừng lại. Ít lâu sau đó, sau một bữa tiệc rượu no say, Lưu Tuấn lại tìm tới điện Hiển Dương gặp Lộ thái hậu.
Từ đó về sau, Lưu Tuấn thường tìm tới điện Hiển Dương để mây mưa với chính mẹ ruột của mình. Lộ thái hậu ban đầu vì thương yêu mà chiều theo ý của Lưu Tuấn nhưng sau đó lâu dần thì hai người sống với nhau như vợ chồng chứ không còn là mẹ con nữa. Mặc dù trong suốt thời gian trên ngồi trên ngai vàng, Lưu Tuấn có không ít sủng phi tuy nhiên, ông vua dâm loạn này vẫn duy trì mối quan hệ loạn luân với mẹ ruột của mình.
Các cháu trai của Lộ thái hậu như Lộ Quỳnh Chi (路瓊之), Lộ Hưu Chi (路休之) và Lộ Mậu Chi (路茂之) đều được ban chức tước khá cao. Năm 458, Cao Đồ (高闍) và nhà sư Đàm Phiêu (曇標) đã âm mưu phản loạn song bị phát hiện, Hiếu Vũ Đế vì thế đã ban hành một chiếu chỉ nhằm giảm mạnh số sư tăng và ni cô, song vì các thành viên trong gia đình Hiếu Vũ Đế thường xuyên có quan hệ với các ni cô nên chiếu chỉ đã không bao giờ được thi hành trên thực tế. Hiếu Vũ Đế cũng nhân cơ hội này để vu cáo Vương Tăng Đạt (王僧達) có liên quan sau khi người này đã vô lễ với một cháu trai của Lộ Thái hậu tên là Lộ Quỳnh Chi, và Lộ Thái hậu sau đó đã kêu gọi Hiếu Vũ Đế giết chết Vương.
Năm 460, Vương hoàng hậu chủ trì nghi lễ cho tằm tơ ăn lá dâu, nghi lễ có sự tham dự của cả hoàng tộc trong đó có Lộ thái hậu. Năm 461, khi Hiếu Vũ Đế kinh lý Nam Dự Châu (南豫州), Lộ thái hậu đã theo tháp tùng.

## Thái hoàng thái hậu và Sùng Hiến thái hậu
Năm 464, Hiếu Vũ Đế băng hà, Lưu Tử Nghiệp lên ngôi hoàng đế, tức là Lưu Tống Tiền Phế Đế. Tiền Phế Đế tôn Lộ Thái hậu là thái hoàng thái hậu, và Vương Hoàng hậu được tôn là thái hậu.
Tiền Phế Đế là người bạo lực, hoang dâm và bốc đồng, bao gồm cả việc thảm sát nhiều đại thần cấp cao. Tiền Phế Đế đã bị ám sát chỉ khoảng một năm sau khi lên ngôi. Con nuôi của Lộ Huệ Nam là Lưu Úc lên nối ngôi, tức Lưu Tống Minh Đế. Bà tiếp tục được tôn là thái hậu. Vì sống ở cung Sùng Hiến nên được gọi là Sùng Hiến thái hậu (崇憲太后). Bà qua đời năm 466.
Tuy nhiên, Lộ Thái hậu đã qua đời trong chiến tranh trong một hoàn cảnh đáng ngờ. Một tin đồn được ghi trong Nam sử cho rằng bà đã vui mừng một cách bí mật trước việc Lưu Tử Huân nổi loạn, và đã cố hạ độc Minh Đế để Lưu Tử Huân có thể thành công, song Minh Đế đã nhận ra ý định của bà và quay sang hạ độc bà.
Lộ Huệ Nam đã được an táng với thụy hiệu Hiếu Vũ Chiêu Hoàng thái hậu (孝武昭皇太后). Tuy nhiên, có tin đồn là thi hài của bà bị khai quật do ma thuật từ lời nguyền của người cháu Lưu Tử Huân. Đến năm 468, sau khi Huân bị đánh bại, bà mới được cải táng.